# Coutts (Alberta)
Coutts est un village (village) du comté de Warner No 5, situé dans la province canadienne d'Alberta.

## Géographie
Coutts est situé à l'extrémité sud de l'Alberta et constitue un poste-frontière avec la localité de Sweet Grass dans l'État du Montana, un des plus importants de la frontière américano-canadienne, sur la route commerciale CANAMEX.

## Histoire
En 1890, le hameau voit le jour lors de la mise en service d'une ligne de chemin de fer à voie étroite reliant Lethbridge, dans le territoire de l'Alberta, à Great Falls dans le Montana pour fournir du charbon aux sociétés minières et de fonderie de cet État. Coutts abrite une gare chevauchant la frontière ainsi que les bureaux de douanes et d'immigration canadiens et américains. Coutts doit son nom à Angela et William Burdett-Coutts, philanthropes et importants actionnaires de l'Alberta Railway and Coal Company.
Coutts devient un point de chargement ferroviaire pour le charbon et surtout le bétail, mais connaît un développement lent qui est stoppé en 1937 avec la fermetures des raffineries pétrolières de la région.
En 2004, le poste-frontière est entièrement reconstruit pour faire face à l'augmentation du nombre de voyageurs traversant le village qui dépasse le million par an.
Lors du mouvement de protestation du Convoi de la liberté, le poste-frontière est bloqué par des manifestants à partir du 29 janvier 2022 et pendant dix-sept jours.

## Démographie
En tant que localité désignée dans le recensement de 2011, Coutts a une population de 277 habitants dans 123 de ses 154 logements, soit une variation de -9,2 % par rapport à 2006. Avec une superficie de 0,977 7 km2, le village possède une densité de population de 283,318 0 hab/km2 en 2011.
Concernant le recensement de 2006, Coutts abritait 305 habitants dans 123 de ses 151 logements, avec une densité de 312,0 hab/km2 en 2006.
| 2001 | 2006 | 2011 | 2016 |
| ---- | ---- | ---- | ---- |
| 364  | 305  | 277  | 245  |